# Der böse Geist Lumpacivagabundus
 (mai 2021).
Der böse Geist Lumpacivagabundus oder Das liederliche Kleeblatt (en français, Le méchant esprit Lumpazivagabundus ou Le trèfle dissolu) est une pièce de Johann Nestroy.

## Argument
Les vieux sorciers se plaignent à Stellaris que Lumpacivagabundus pousse leurs fils dans la vilenie. Lorsque Stellaris demande à Fortuna de rendre aux fils leur heureuse fortune, Lumpaci se moque de la fée chanceuse, car cela n'améliorera pas un seul d'entre eux. Hilaris l'avoue ouvertement : « Il n'y a qu'un seul moyen qui me maintiendra sur le chemin de la vertu, c'est la main de Brillantine. »
Lumpaci déclare alors qu'il est vaincu parce qu'Amorosa est plus puissant que Fortuna. Fortuna nie furieusement le plus grand pouvoir d'Amorosa et refuse de se marier, mais doit accepter l'affirmation de Stellaris selon laquelle elle ne doit pas le faire sans condition. C'est pourquoi elle exige que trois pauvres gens faciles à vivre puissent être rendus heureux par elle et qu'elle n'admette sa défaite que si deux d'entre eux veulent encore rester en haillons.
Les élus sont les artisans Kneipp, Leim et Zwirn, qui sont tous devenus des compagnons d'errance pour différentes raisons : Kneipp à cause de l'alcoolisme, Leim à cause de son soi-disant désespéré amour pour Peppi Hobelmann et Zwirn, car une vie amusante est plus importante que tout pour lui.
Fortuna les laisse rêver tous les trois avec le même numéro de loterie 7359 cette nuit-là à l'auberge et quand ils mettent tout leur argent restant et achètent le billet, ils gagnent le prix principal de 100 000 thalers. Puis ils se séparent, Leim veut essayer d'obtenir sa Peppi à Vienne après tout, Zwirn veut sortir dans le monde et à l'avenir être plus Don Juan que tailleur, Kneipp veut passer d'une cave à l'autre parce que le monde se finira de toute façon l'année avec une comète. Cependant, ils décident de se revoir dans un an, à Vienne chez Maître Hobelmann.
Pour Leim, le malentendu se dissipe, il obtient avec succès auprès de son père la main de Peppi. À Prague, Zwirn tombe entre les mains d'« amis » qui l'entourloupent. Signora Palpetti veut faire marier Zwirn avec une de ses filles, qui utilise toutes sortes de trucs à cette fin.
Avec un vol en montgolfière, Zwirn veut impressionner ses invités, qui rencontrent également de manière inattendue Kneipp ivre. À travers son discours, on apprennd la vérité sur la véritable position de Zwirn comme tailleur et il est gêné. Le ballon décolle avec Kneipp comme seul passager. [La scène du ballon est manquante dans la version imprimée.]
Le jour convenu, Zwirn et Kneipp, qui ont tous deux fait fortune, se rendent chez Hobelmann, où le propriétaire leur lit une prétendue lettre de Leims. À l'exception de 100 thalers, qu'il a confiés à Hobelmann, il est de nouveau pauvre et est malade à l'hôpital de Nuremberg. Ses deux amis décident aussitôt de prendre le chemin de Nuremberg et d'amener à Leim les 100 thalers.
Ému par leur amitié, Leim les rejoint et leur promet qu'il prendra toujours soin d'eux. Mais Kneipp ne veut pas être le premier à être entretenu, mais plutôt boire son schnaps dans la taverne, comme toujours. Un changement dans sa vie ne vaut plus la peine, la comète destructrice du monde arrive de toute façon ; Kneipp chante alors la chanson de la comète.
Zwirn veut aussi repartir, il ne peut certainement pas supporter la vie sérieuse, Leim ne peut pas non plus lui faire changer d'avis. Il essaie en vain de convertir au moins Kneipp, mais il s'échappe par la fenêtre. Les deux plébéins se rencontrent dans une auberge et décident de repartir en tournée. La scène change, Stellaris demande à Fortuna d'admettre sa défaite, elle se déclare vaincue par Amorosa et réunit Brillantine et Hilaris. Stellaris fait venir les habitants de la terre au royaume des fées, où Leim et Peppi apparaissent comme un couple heureux, mais le roi des fées doute des deux incorrigibles. Kneipp et Zwirn semblent agenouillés sur scène et sont menacés d'une verge par leurs futures épouses.
[Dans la version imprimée, il y a plutôt une scène sur l'avenir, dans lequel Kneipp et Zwirn mènent également une vie domestique heureuse.]

## Histoire
Johann Nestroy écrit la pièce Der Feenball pour le Theater an der Wien dirigé par Carl Carl qui veut mettre en avant des comédies sur le carnaval. Mais comme Der Zauberer Februar de Johann Baptist Frey, pièce écrite avec la collaboration de Nestroy, est arrivé tard sur scène, il n'y a plus assez de temps pour Der Feenball et Nestroy la présente, partiellement retravaillé, sous le nouveau titre Der böse Geist Lumpacivagabundus.
Comme source pour Der Feenball et donc aussi pour Lumpacivagabundus, Nestroy utilise l'histoire Das große Loos de Carl Weisflog, ainsi que la pièce qui en est issue, Schneider, Schlosser und Tischler de Josef Alois Gleich, présenté le 30 juillet 1831 au Théâtre de Leopoldstadt, et aussi des parties de sa propre pièce Genius, Schuster und Marqueur, écrite en 1832 et jamais présentée.
La Kometenlied (Chanson des comètes) s'inspire de la peur du passage des comètes Encke et 3D/Biela en 1832 et Halley qui doit passer en 1834.
L'ouvrage donne un aperçu de la situation désespérée des artisans au chômage en raison de la mauvaise situation économique, des conditions de travail inhumaines du personnel des auberges comme les serveuses, qui, avec la comète et le choléra, craignent cette époque, sont  fatalistes ou ont l'espoir d'un miracle (comme gagner à la loterie). Cela est compris par le public contemporain comme une mise en accusation sociale.
Nestroy incarne Kneipp/Knieriem, Wenzel Scholz Zwirn, Carl Carl Leim, Friedrich Hopp puis Ignaz Stahl Hobelmann et Marie Weiler lors de la première Camilla, puis en alternance avec Elise Zöllner Laura.
Dans la seule période d'avril à décembre 1833, il y a plus de soixante représentations au Theater an der Wien et l'œuvre reste au programme. Dans les pays germanophones, à Graz, Pest, Prague, Stuttgart, Karlsruhe, Preßburg et Berlin, la pièce est présentée en 1833. Elle est présentée à Baden en 1833 devant la famille impériale de François lors d'un séjour, en 1839 devant l'héritier russe du trône (le futur tsar Alexandre II), en 1840 devant le roi de Saxe Frédéric-Auguste II et en 1841 devant la princesse Amélie de Saxe (qui joue la pièce sous le pseudonyme d'Amalie Heiter) et la princesse Amélie de Bavière.
Cas unique dans la vie théâtrale de Vienne, la pièce est jouée en même temps en juin 1838 au Théâtre de Leopoldstadt et au Theater in der Josefstadt, avec des membres de l'ensemble de ces deux théâtres et un franc succès. Lors de la dernière représentation du directeur Carl au Theater an der Wien le 30 avril 1845, le public assiste à des miscellanées d'extraits de pièces à succès de Nestroy, le premier acte abrégé de Lumpacivagabundus formant la fin. Nestroy, Scholz et Alois Grois jouent.
Le 30 avril 1860, une représentation a lieu au Théâtre national de Munich, où les trois artisans sont incarnés par les acteurs nains Jean Piccolo, Jean Petit et Kiss Joszi.
Un couplet rajouté de la Kometenlied lors d'une représentation au Theater am Franz-Josefs-Kai, dans lequel Nestroy se moque des généraux prussiens qui se sont entendus avec Napoléon III, provoqué des protestations relayés par le Neue Preußische Zeitung. Nestroy doit payer une amende de 15 florins et retire aussitôt ce couplet.
Lors de la dernière représentation de Nestroy à Vienne le 4 mars 1862, deux mois seulement après cette affaire, il se retire du public viennois.
Le manuscrit de Nestroy contient la page de titre, la liste des personnages, ainsi que les scènes 8 à 22 de l'acte II, les scènes 1 à 11 et 17–19 de l'acte III. Toutes les autres scènes sont des transcriptions de scène par une main inconnue, révisées par Nestroy. Une version abrégée de l'Acte I à la main est également conservée.

## Adaptations
- 1912 : Lumpacivagabundus
- 1919 : Lumpacivagabundus, film réalisé par Luise Fleck
- 1922 : Der böse Geist Lumpaci Vagabundus (de), film réalisé par Carl Wilhelm
- 1936 : Lumpacivagabundus, film réalisé par Géza von Bolváry
- 1956 : La Fortune sourit aux vagabonds, film réalisé par  Franz Antel
- 1962 : Lumpacivagabundus, téléfilm réalisé par Leopold Lindtberg et Erich Neuberg
- 1965 : Lumpazivagabundus (de), film réalisé par  Edwin Zbonek
- 1970 : Lumpacivagabundus, téléfilm réalisé par Milan Pelousek
- 2000 : Lumpacivagabundus, téléfilm réalisé par Emmy Werner
- 2021 : Der böse Geist Lumpazivagabundus oder Das liederliche Kleeblatt, téléfilm réalisé par Georg Schmiedleitner et André Turnheim

## Source de la traduction
- (de) Cet article est partiellement ou en totalité issu de l’article de Wikipédia en allemand intitulé « Der böse Geist Lumpacivagabundus » (voir la liste des auteurs).